# Liste der Regionalgelder
Diese Liste der Regionalgelder   oder Liste der Regiogeld-Initiativen beinhaltet Initiativen zu sogenanntem Regiogeld weltweit. Sie erhebt keinen Anspruch auf Vollständigkeit und kann laufend ergänzt werden.

## Brasilien
In Brasilien gibt es mehrere Regiogeldprojekte. Der Palmas ist eine Währung einer von dem Gemeindepfarrer Joaqin de Melo gegründeten Bank in einem Ghetto am Rand der Großstadt Fortaleza.
Das Geld wird in Form von zinsfreien Mikrokrediten ausgegeben. Unterstützt wird das Projekt durch das Nationale Sekretariat für Solidarische Ökonomie im brasilianischen Arbeitsministerium, insbesondere durch deren Leiter Paul Singer. Das Ministerium gibt zum Teil Garantien für diese Währungen ab.
Sie können daher mit einem Abschlag in die Landeswährung Real umgetauscht werden.

## Deutschland

### Überregional
- Gradido als digitale Währung mit Grundeinkommen[2]
- Regiogeld e. V. mit derzeit 15 startenden bzw. bestehenden Initiativen (Stand Oktober 2021)[3]
- Regios mit aktuell fünf Initiativen in Deutschland[4]
- Minuto selbstgeschöpftes, dezentrales Zahlungsmittel für alle Regionen der Welt[5]
- Community Exchange System Software mit Angebots-, Nachfrage- und Abrechnungsmodul für virtuelle regionale Währungen[6]

### Bestehende Initiativen mit Umlaufsicherung
- Bärling in Freising. Gültig im Landkreis Freising.[7]
- Bethel-Euro Warengutscheine der v. Bodelschwinghschen Anstalten Bethel in Bielefeld. Beschränkt auf Mitarbeiter und Bewohner der Anstalten. Mit Ausgabebonus von 5 % für die Benutzer.
- Bürgerblüte in Kassel[8]

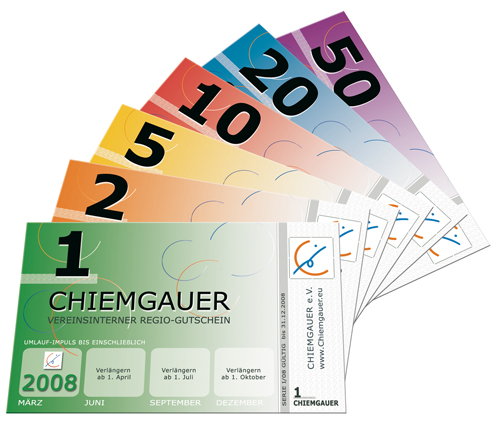
Chiemgauer Umlaufsicherung 6 % / Jahr

- Chiemgauer Umlaufsicherung 6 % / Jahr Chiemgauer in der Region Chiemgau (Bayern) mit ca. 200.000 Einwohnern. Mit einer Umlaufmenge von über 1 Mio. CH (Chiemgauer) im Jahresmittel die größte Regionalwährung in Deutschland. Kombiniertes Gutscheinsystem mit bargeldloser Zahlkarte und Kontensystem. Umlaufsicherung 6 %/Jahr. Elektronischer Chiemgauer: 90 Tage keine Abwertung. Danach tägliche Abwertung (0,016 % pro Tag). Rücktausch Chiemgauer in Euro minus 5 % + USt = Regionalbeitrag. Davon gehen 3 Prozentpunkte an gemeinnützige Projekte und Vereine, 2 Prozentpunkte dienen der Kostendeckung des Systems. Der Chiemgauer wurde 2002 vom Waldorfschullehrer Christian Gelleri als Projekt mit sechs Schülerinnen gestartet. Aufgrund der Größe wurde 2007 eine Betriebsgesellschaft in Form einer Sozialgenossenschaft gegründet. Es kann an etwa 440 Akzeptanzstellen mit Chiemgauer bezahlt werden. Jahresumsatz der Unternehmen 2020 ca. 6 Millionen EUR, 2010 ca. 5,0 Millionen EUR, 2009 ca. 4,0 Millionen EUR.[9][10][11]
- Donautaler in Riedlingen, Baden-Württemberg. Umlaufsicherung 2 % pro Halbjahr, Start 23. Juli 2010.[12]
- Donauwörther 10er in Donauwörth[13]
- Elbtaler in der Dresdner Region[14]
- Gaubel Der Gaubel ist der Nachfolger des Batzens und somit eine der ältesten durchgängig existenten Regiogelder Deutschlands. Region Leipzig / Halle, keine Eurobindung, keine Umlaufsicherung[15]
- HALLERTAUER im Landkreis Pfaffenhofen an der Ilm (Bayern). Keine Umlaufsicherung mehr ab 2014. Start November 2004.[16] Geschaffene REGIOnalgeld HALLERTAUER seit Start ca. 500.000 (Stand 1. Juni 2024). Ausbezahlte und geschaffene Fördergelder mit Stand zum 18. Januar 2024: 21.332,29 H/€!
- Kannwas in Schleswig-Holstein. Umlaufsicherung von 5 %/Jahr (Ablaufgeld). 3 % pro Jahr an gemeinnützige Vereine und Organisationen. Start Januar 2004[17]
- Landmark des Wirtschaftsringes Reinstädter Landmarkt (Südost-Thüringen), u. a. für Jena, Kahla, Saalfeld, Rudolstadt[18]
- Lausitzer im Süden Brandenburgs und Osten des Freistaates Sachsen. Start am  10. September 2011.[19]
- Realo als Online-Tauschwährung auf dem Marktplatz der regionalen Wirtschaftsgemeinschaften (ReWiG) Allgäu[20]
- Spargeltaler in Lampertheim.[21]
- Roland in Bremen und dem Landkreis Osterholz sowie Umgebung. Gestartet als erstes modernes Regionalgeld Ende 2001 mit einem 5-Roland-Schein, Umlaufsicherung 12 %/Jahr. Es werden auch Kleinkredite für zur Förderung des regionalen biologischen Anbaus vergeben. Seit 2010 gibt es nur noch eine elektronische Variante des Rolands mit Schecksystem und umfangreicher zentraler Kontoführung.[22]
- Weyhe-Stuhr-Syker Regiogeld. Seit 2003, Regiogeld in Verbindung mit Kundenkarten und Gutschein in Weyhe, Stuhr und Syke.[23]

Weitere existierende Beispiele für freigeldähnliche Komplementärwährungen:
- Rheingold in Düsseldorf[24]
- Erzregio Gutscheine im Erzgebirge und im Raum Chemnitz. Leistungsgedeckte Gutscheine mit freiem Wechselkurs zum Euro, vorwiegend für Unternehmen (Produzenten und Dienstleister).[25]
- beta, die Währung der betaB.A.N.K. in Leipzig[26]
- Kulturtaler Hannover des Glocksee Bauhaus e. V., Regionalgeld-Experimente im Stadtteil Hannover-Linden, Ökonomisches Forschungslabor für die Kreislaufwirtschaft Hannover[27]

## Frankreich

### Überregional
- June (Währungssymbol = Ğ1) – Ursprung: Okzitanien (März 2017)

### Bestehende Initiativen
In Frankreich wurden seit 2010 mehrere Regiogeld-Initiativen gestartet.
- Abeille in Villeneuve-sur-Lot (Februar 2011)
- Euska in Bayonne (2013)
- Galléco im Département Ille-et-Vilaine (2013)
- Heol in Brest (Januar 2012)
- Le Stück in Strasbourg (Oktober 2015)[29]
- Occitan in Pezenas (Januar 2010)
- T!nda in Béarn (Juni 2014)

## Griechenland
- Kaereti auf Kreta

## Großbritannien
- Exeter Pound in Exeter[30]
- Lewes Pound in Lewes (Grafschaft East Sussex)[31]

## Italien
- EcoRoma
- Scec (Solidarietà che cammina), in verschiedenen Städten Italiens
- Sardex Sardinien[32]

## Österreich
- WIR-Stunde. Regionalwährung in Oberösterreich und Teilen Bayerns, Salzburgs und Niederösterreichs mit über 2.000 Mitgliedern in 24 Regionen. Bezahlt wird mit geldähnlichen Zeitscheinen nach dem Motto: „Die Stunde Lebenszeit ist gleich viel wert, egal ob Jurist oder Gärtner“. Seit 2014 werden Wir-Stunden auch von einigen Betrieben akzeptiert. 2015 nahm die erste Gemeinde Kommunalabgaben auch in Form von Wir-Stunden an. Ins Leben gerufen wurde die Regionalwährung mittels des Vereins WIR GEMEINSAM[33]
- Gösingtaler. Regionalwährung der Romantikrepublik Gösing. Wird in Gösing, eines Ortes der Gemeinde Puchenstuben und verschiedenen Partnerbetrieben der Region eingelöst. Ein Gösingtaler entspricht wertmäßig einem Euro.
- Tiroler Stunde. Regionalwährung für Tirol. Maßeinheit ist eine (Arbeits-)Stunde, zur ersten Orientierung bewertet mit 20 Euro.
- Styrrion. Regionalwährung für die steirische Bucht. Ein Styrrion entspricht wertmäßig einem Euro. Gültig je mindestens ein Jahr nach der Ausgabe. Erhältlich in der Stückelung 1, 2, 5, 10, 20 und 30. Schülerunternehmen der freien Waldorfschule Graz.
- „Erzi“, „Zeller“, „Einkaufsgold“, „Ausseer Taler“, „Judenburger Gulden“, „Sass-Taler“ und „Gröbming Bonus[34]“ sind weitere lokale Zahlungssysteme in der Steiermark.
- Blaufrank (ungarisch Kékfrank). Grenzüberschreitende Regionalwährung zwischen Burgenland und Westungarn. 1 Blaufrank = 1 Forint[35]
- Triestingtaler. Regionalwährung für das niederösterreichische Triestingtal. Ein Triestingtaler ist mit 10 Euro bewertet; derzeit sind 30.000 Stück in Umlauf.[36]
- Neulengbacher 10er – Regionalwährung der Stadtgemeinde Neulengbach, ins Leben gerufen von der Aktiven Wirtschaft Neulengbach https://www.aktivewirtschaft.at/
- VTaler Regionalwährung in Vorarlberg[37]
- Langenegger Talente Regionalwährung im Bregenzerwald (Vorarlberg)[38]
- EnnsTaler Regionalwährung im Oberösterreich[38]

## Schweiz
- EulachTaler in Winterthur.[39]
- La Grue im Saanenland, Pays-d’Enhaut und Gruyère.[40]
- Le Léman rund um den Genfersee mit über 400 Betrieben.[41]
- Leu in Zürich (seit 2022) als digitale Währung mit Umlaufsicherung.[42]
- NetzBon in Basel mit Umlaufsicherung. Ein Netz von über 130 lokalen, sozialen und ökologischen Betrieben und Organisationen.[43]
- UsterBatze in Uster.[44]

ähnliche Systeme:
- Talent Buchgeld-Verrechnungsprojekt mit Umlaufsicherung.[45]
- WIR, seit 1934, nach 1948 ohne Umlaufsicherung, weltgrößter Tauschring, heute WIR-Bank
- Reka-Check, siehe Schweizer Reisekasse.

## Ungarn
- Blaufrank (ungar. Kékfrank). Grenzüberschreitende Regionalwährung zwischen Burgenland und Westungarn. 1 Blaufrank = 1 Forint[35]

## USA
- Disney Dollar

## Ehemalige Regionalgelder

### Deutschland
- Ampertaler in Dachau und Umgebung (Bayern)(2015 wegen geringer Nutzung eingestellt).[46]
- Augusta in Göttingen (Niedersachsen). Umlaufsicherung von etwa 8 %/Jahr. Wertmarke wird in regelmäßigen Abständen aufgeklebt. 2011 eingestellt[47]
- Berliner Regional wurde vom Verein BERLINER Regional[48] ab Februar 2005 für Berlin herausgegeben und mit einem Wert von 1:1 gegen Euro getauscht. Für den Rücktausch in Euro war eine Gebühr von 5 % zu entrichten, davon kamen 3 % regionalen, gemeinnützigen Projekten zugute und 2 % dienten der Kostendeckung des herausgebenden Vereins. Berliner Regional waren bei Erstausgabe 6 Monate gültig. Nach Ablauf der Gültigkeit konnten die Gutscheine in neue umgetauscht werden, wofür eine Gebühr von 2 % des Nennwerts erhoben wurde. Ab dem vierten Monat nach Ablauf erhöhten sich die Um- und die Rücktauschgebühr um 1 % pro angefangenem Monat. Im März 2007 wurden die im Umlauf befindlichen 11.000 Berliner Regional von 189 Betrieben und privaten Teilnehmern akzeptiert. Im April 2009 wurde bekannt, dass das Projekt nicht fortgesetzt wird.[49]
- Carlo (regio) in Karlsruhe (Baden-Württemberg). Start Januar 2005. Ende 2015 eingestellt.[50]
- Crédito in Argentinien
- DreyEcker in Schopfheim, Baden-Württemberg. Umlaufsicherung 8 %, 2 % pro Quartal an gemeinnützige Vereine und Organisationen. 2011 ausgelaufen[51]
- Freitaler in Freiburg im Breisgau, eingestellt 2018
- Havelblüte in Potsdam und Brandenburg. Umlaufsicherung 2 % in Marken pro Quartal, leistungsgedeckt, Start 24. Juni 2006.[52] Eingeschlafen.[53]
- Hellwegtaler im Kreis Soest, Ende 2018 eingestellt.[54]
- Justus (regio), Gießen, Start März 2004.,[55] Eingestellt 2016[56]
- Lindentaler in der Region Leipzig/Halle. Jedes Mitglied erhält 50 LT Begrüßungsgeld sowie monatlich ein Bedingungsloses Grundeinkommen in Höhe von 50 LT, womit jede im Lindentaler-Kreislauf angebotene Ware oder Dienstleistung erworben werden kann. Umlaufsicherung 5 % pro Monat, Anteil der Unternehmen ca. 10 %, Zahlungen per Überweisung.[57]
- Lunar in Lüneburg, gestartet 2010, eingestellt 2015
- Pälzer in der Pfalz[58] (2011 wegen geringer Nutzung eingestellt)
- Rössle Regional.[59] Seit 2. Dezember 2006 in Stuttgart, 2011 eingestellt.
- Wörgler Schwundgeld
- Stader Regiogeld. Seit 1. Juli 2007, Regiogeld in Verbindung mit Kundenkarten und Gutschein in Stade, Wöhlke EDV-Beratung GmbH.[60]
- Sterntaler im Landkreis Berchtesgadener Land, Umlaufsicherung von 4 %/Jahr mit Halbjahres-Gebührenmarke von 2 % des Nennwerts. Mehr als 100 teilnehmende Unternehmen mit einem Jahresumsatz von ca. 0,7 Mio. EUR pro Jahr. Sterntaler-Initiative wurde im Jahr 2004 gegründet, seit 2009 wurde der Sterntaler mit dem Chiemgauer fusioniert.
- UrstromTaler in Sachsen-Anhalt (Güsen). Umlaufsicherung bei Gutscheinen 5 % im Jahr (Ablaufgeld). Konten 1,2 % (monatlich 0,1 %)[61]
- ZschopauTaler (ZPT). (17. August 2007 bis 28. Februar 2014[62]), Regiogeld in der Region Mittweida/Frankenberg/Waldheim/Hainichen/Flöha/Augustusburg in Sachsen. Quartalsgeld mit 8 % Umlaufsicherung/Jahr.[63]

### Österreich
- Waldviertler Regional. Gestartet 2005, eingestellt 2017.

### Schweiz
- Bonobo in Bern ohne Umlaufsicherung.[64] (bis 2018)
- Drachen in Freiburg[65] (Geplante Lancierung: 2019)[66][67]
- Farinet im Unterwallis.[68]

## Hörfunk
- Thomas Gaevert: Der Roland und der Urstromtaler – Unterwegs mit einer Regionalwährung; Produktion: Südwestrundfunk 2012 – 25 Minuten; Erstsendung 17. Dezember 2012, Dokumentation für SWR2 Tandem
- Thomas Gaevert: Regionalgeld als Alternative zum Euro? – Magazinbeitrag, WDR5 Morgenecho – 3:10 Minuten; Sendung: 3. Mai 2013, 6.40 Uhr